# Cane a sei zampe

Il cane a sei zampe nella versione del 1972

Il cane a sei zampe è il marchio dell'Eni, da sempre associato al logo della compagnia e al logo di ciascuna azienda del gruppo, come l'Agip. Secondo l'interpretazione ufficiale della società, le sei zampe del cane simboleggiano le quattro ruote dell'automobile e le due gambe del guidatore.
L'autore del celebre marchio è Luigi Broggini. Il logo fu creato nel 1952 in occasione di un apposito concorso, e fu a lungo attribuito al grafico milanese Giuseppe Guzzi, che in realtà ne fu solo il rifinitore (oltre che il presentatore al concorso); la reale paternità dell'opera fu definitivamente svelata dal figlio di Broggini, dopo la morte dell'artista avvenuta nel 1983.

## Storia
(Primo slogan pubblicitario dell'Agip, inventato da Ettore Scola)

### Creazione del logo

Il cane a sei zampe nella versione originale del 1952

Il gatto a tre zampe marchio dell'AgipGas disegnato da Federico Seneca

Il serpente dell'Energol disegnato da Federico Seneca

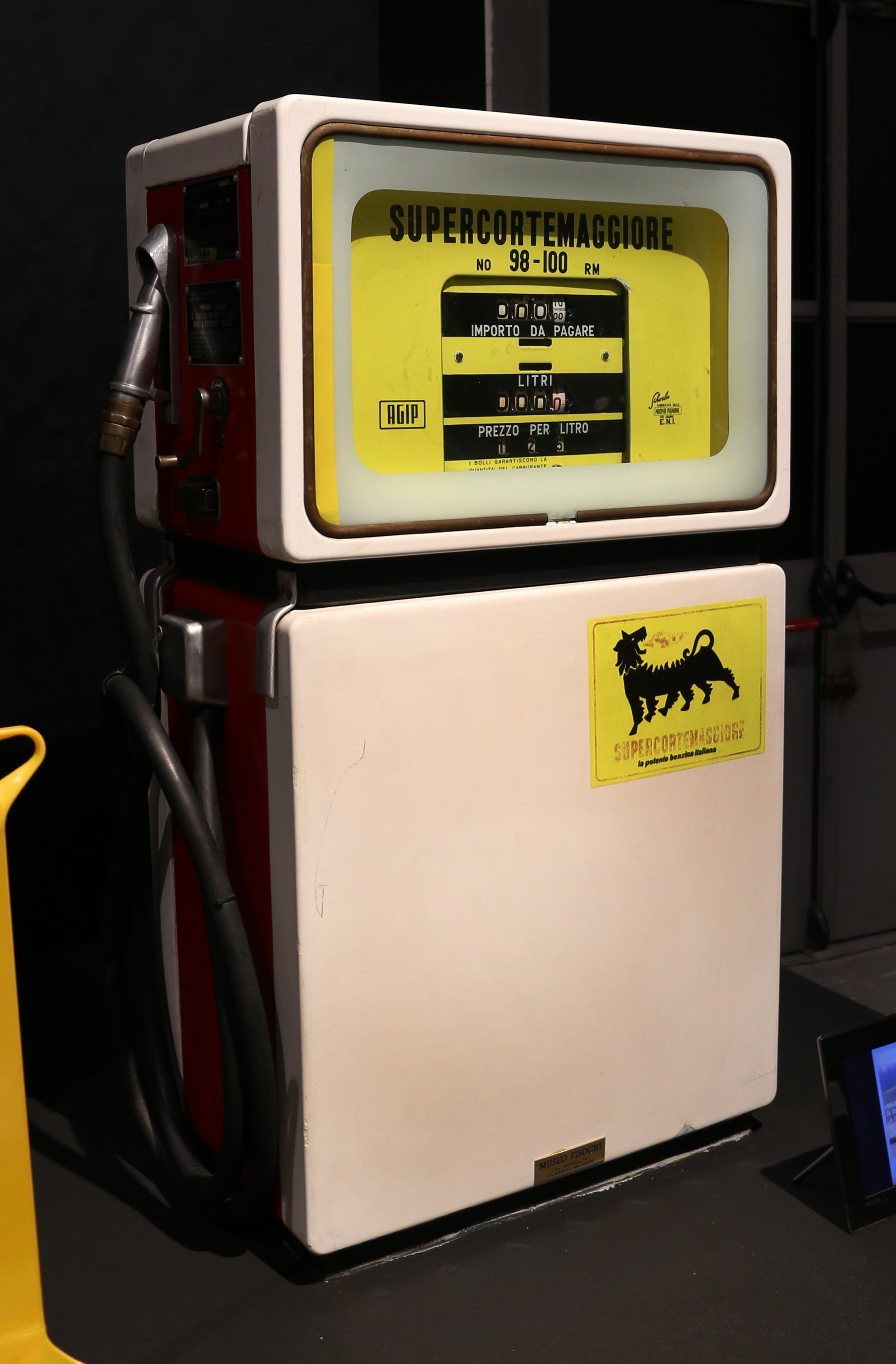
Distributore di benzina Agip col marchio Supercortemaggiore, esposto alla Triennale di Milano e di proprietà del Museo Fisogni

All'inizio degli anni cinquanta l'Agip immise sul mercato una benzina interamente lavorata in Italia, dalla materia prima (un piccolo giacimento di petrolio di Cortemaggiore, in provincia di Piacenza, scoperto nel 1949) fino alla benzina raffinata.
Enrico Mattei, presidente dell'Agip dal 1945, volle che ad ogni nuovo prodotto fosse associata un'immagine pubblicitaria che lo rendesse riconoscibile. Rifondò l'ufficio pubblicità e lanciò il nuovo prodotto con una campagna pubblicitaria in stile moderno, articolata su tre lati:
- il nome: Supercortemaggiore;
- lo slogan: "La potente benzina italiana";
- un marchio specifico per il prodotto.

Fino ad allora, né l'Agip né i singoli prodotti avevano ancora avuto un loro marchio. Mattei allora decise di indire un concorso per l'immagine pubblicitaria dei due prodotti di punta della compagnia (Supercortemaggiore e AgipGas). Il concorso ebbe come oggetto la creazione di:
- marchio dei due prodotti (40 × 20 cm);
- cartelloni stradali (100 × 70 cm);
- colorazione delle colonnine dei distributori.

Furono stanziati 10 milioni di lire come premio per i vincitori. Enrico Mattei incaricò il famoso architetto Giò Ponti di guidare la commissione esaminatrice (della quale facevano parte figure di primo piano dell'arte e del design italiani, come Mario Sironi, Mino Maccari, Antonio Baldini e Silvio Negro). Ponti fece pubblicare il bando in aprile sulla sua rivista, Domus.
La commissione si riunì nei giorni 8, 9 e 10 settembre 1952 senza l'architetto Giò Ponti perché trattenuto oltre il previsto in America del Sud. Tutti i disegni vincitori dei quattro concorsi sono consultabili sulla rivista Domus numero 275 del novembre 1952. Tra i disegni proposti prevalsero nettamente le fiamme, di ogni tipo e dimensione. Per il cartellone, invece, Giuseppe Guzzi presentò il disegno di un drago-cane nero a sei zampe che sputava una grossa fiamma rossa (in realtà opera dello scultore varesino Luigi Broggini).
A settembre furono scelti i vincitori, che furono:
- cartellone di Supercortemaggiore: "cane a sei zampe" presentato da Giuseppe Guzzi;
- cartellone di Agipgas: il bozzetto di Enzo Rota;
- marchio Supercortemaggiore: i bozzetti presentati dai due artisti Carlo Dradi e Fulvio Pardi (con Giuseppe Guzzi terzo);
- marchio Agipgas: il bozzetto di Egidio Matta, che aveva realizzato una lettera A con l'elemento orizzontale fiammeggiante a destra. Tuttavia di lì a pochi anni fu rimpiazzato da un bozzetto appositamente richiesto a Federico Seneca, che al concorso aveva realizzato un gatto a tre zampe con la coda di fuoco.

Secondo una diffusa leggenda mai confermata, il drago-cane di Broggini-Guzzi era originariamente rivolto in avanti, ed emetteva la fiamma nella medesima direzione. Per rendere l'immagine meno aggressiva, la posizione della testa, e di conseguenza la fiammata, sarebbe successivamente stata corretta all'indietro.
Il cane a sei zampe nasce nel 1953 e subito divenne il marchio dell'Eni, nata nello stesso anno. Come autore del bozzetto figura il designer Giuseppe Guzzi. Broggini non ammette mai la paternità dell'opera, che gli viene attribuita dopo la sua morte (avvenuta nel 1983) in base alle testimonianze del figlio.
Sia il cane che il gatto appaiono come esseri mostruosi, tipici di divinità o figure mitologiche ctonie (come Cerbero o la Chimera), come del resto è nella natura di una compagnia legata allo sfruttamento del sottosuolo. Si confronti a questo proposito anche il serpente-drago dalla lingua di fuoco disegnato nello stesso periodo da Federico Seneca per il lubrificante Energol della BP e commercializzato in Italia dall'Agip. Un'altra teoria vede il cane a sei zampe ispirato al fantastico drago Tarantasio, personaggio d'una leggenda lodigiana: quando fu scoperto il metano in quelle zone, infatti, si immaginò che l'animale, un tempo guardiano delle paludi e poi scomparso sotto terra dopo la loro bonifica, fosse riapparso in forma di gas.

### Gli aggiornamenti
Venne contattata l'agenzia Unimark International per dar vita al primo rinnovamento del cane a sei zampe, adottato nel 1972. A Bob Noorda venne affidato l'incarico di creare un progetto di comunicazione comune che valesse anche per la rete di distributori Agip, insieme alla realizzazione di una nuova identità societaria dalla immediata riconoscibilità, in grado di unificare l'immagine coordinata del gruppo Eni. Il marchio rielaborato vede il famoso cane a sei zampe inscritto in una palina, un quadrato giallo dagli angoli smussati. Bob Noorda fece piccoli interventi sul cane disegnato da Broggini, con l'obiettivo di renderlo più familiare e moderno: il corpo del cane venne perciò lievemente accorciato, ne venne modificata l'inclinazione, le creste diventarono meno marcate e l'occhio diventò tondo e più piccolo. L'agenzia Unimark si occupò anche di creare una nuova letterizzazione aziendale per Eni, personalizzando un carattere classico, lo Standard Bold, inserendo in ogni lettera un sottile filetto bianco al centro, simbolo di una strada a due corsie divise dallo spartitraffico.
Il logo del gruppo viene aggiornato nuovamente il 1º febbraio 1998, in seguito alla trasformazione dell'Ente nazionale idrocarburi in Società per azioni. Ad occuparsi di questo rifacimento è ancora Bob Noorda. Il cane a sei zampe appare in un riquadro giallo con la scritta Eni; i due elementi vengono divisi con un sottile filetto rosso orizzontale.
Nel 2008 il gruppo Eni decide nuovamente di intervenire sulla sua immagine e a fine novembre dello stesso anno lancia un nuovo marchio completamente rinnovato, realizzato questa volta dall'agenzia Inarea di Antonio Romano. Il nome Eni viene adottato per tutte le società, dalle pompe di benzina al gas e all'elettricità, dai campi di produzione alla Borsa ed il cane a sei zampe risulta essere l'unico vero elemento unificante. Con il nuovo marchio il cane esce dal quadrato, si muove, mentre la scritta eni appare tagliata in basso e tutta minuscola, per simboleggiare il rapporto di vicinanza tra l'azienda e i soggetti interessati (stakeholder).